# Округ Берат
Берат (алб. Qarku i Beratit) званично округ Берат, је округ у јужном региону Републике Албаније. Девети је по површини и девети по броју становника од дванаест округа, са око 119.450 људи на површини од 1.798 километара. Округ се граничи са окрузима Елбасан на северу, Корче на истоку, Ђирокастра на југу и Фјер на западу. Подељен је на пет општина, Берат, Димал, Кучове, Поличан и Скрапар, од којих све чине двадесет пет административних јединица.

## Историја
Археолози су пронашли артефакте укључујући сребрне женске минђуше и бронзане копче за појас у тумулима из бронзаног доба у Пелумбасу, једном од села Берат. Ови предмети су слични другим артефактима пронађеним у северној Албанији (Кукеш и Мат), на Косову (Гњилане) и северозападној Грчкој (Погони).
Град Берат је постао део нестабилне границе Византијског царства након пада Римског царства и, заједно са великим делом остатка Балканског полуострва, патио је од поновљених инвазија Словена и других племена. Током византијског периода, био је познат као Пулхериопољ.
Бугари под Симеоном заузели су град у 9. веку и преименовали га у Белиград (Бели град). Они су на крају протерани у 11. веку. Током 13. века припао је Михаилу I Комнин Дуки, владару Епирске деспотовине.
Османско царство га осваја 1450. године од породице Музака. Скендербегове албанске снаге су безуспешно опседале тврђаву 1455. Остала је под османском контролом до 1912, када је постала део Албаније. Али-паша (1744 – 1822), османски албански владар, преузео је контролу над Бератом између 1788. и 1822. године, као полуаутономни владар. Његов домен се звао Јанински пашалик. Поново је утврдио град 1809. године. Године 1867. Берат постаје санџак у вилајету Јанина (Јања). За време османске владавине, на турском је био познат Arnavut Belgradı (што значи "албански Београд"), а затим Берат.

## Култура
Главне религије у Берату су ислам 20% и хришћанство 40%. Пејзаж мешавине минарета џамија и великих православних цркава и капела сведочи о верском суживоту становника Берата. У средњем веку Берат је био седиште грчке православне епископије, а данас се у граду и неким околним селима могу наћи арумунски, па чак и грчки. Берат је 2008. додат на Унескову листу светске баштине као пример коегзистенције религија и култура.